# The Ultra-Violence
The Ultra-Violence ist das Debütalbum der US-amerikanischen Thrash-Metal-Band Death Angel. Es wurde am 23. April 1987 bei Restless Records/Enigma Records veröffentlicht.

## Hintergrund
Die Band spielte das Album in nur drei Tagen vom 15. bis 17. Juni 1986 in den Banquet Sound Studios, Santa Rosa, Kalifornien, mit Davy Vain von der Hardrock-Band Vain als Produzenten ein. Die Bandmitglieder waren zu der Zeit noch sehr jung, Schlagzeuger Andy Galeon etwa war erst 14 Jahre alt, die übrigen Bandmitglieder alle unter 20. Das Songwriting und Arrangement übernahm überwiegend Gitarrist Rob Cavestany, einige Titel schrieb er gemeinsam mit den übrigen Bandmitgliedern. Zu den Songs gehörten auch die drei Stücke des Demos Kill As One.

## Rezeption
Auf der Website AllMusic.com schrieb Eduardo Rivadavia, dass Death Angel es mit ihrem „ambitionierten ersten Album“ geschafft hätten, die Kritiker schnell „ruhigzustellen“, die sie als zu jung bezeichnet hätten. Allerdings werde, anders als auf den weiteren Alben, bei manchen langen Stücken noch mehr Quantität als Qualität geboten. Die Wertung lag bei drei von fünf Sternen. Im Magazin Rock Hard schrieb Götz Kühnemund, die Platte enthalte „acht abwechslungsreiche, sehr gut produzierte Stücke“, die Musiker böten „im Prinzip wenig Neues, aber was sie machen, machen sie mit Klasse und Niveau.“ Er wertete mit 8,5 von zehn. Das Magazin zählte das Album in seinem Thrash-Metal-Special in der Ausgabe Juni 2009 in einer Liste von 250 Thrash-Metal-Alben, die man kennen sollte, zu den 25 laut der Redaktion wichtigsten Thrash-Metal-Alben – es wurde auf Platz zehn gewählt.

## Titelliste
Alle Songs wurden von Rob Cavestany geschrieben und arrangiert, außer wo angegeben.
1. Thrashers (Cavestany, Dennis Pepa) – 7:12
2. Evil Priest (Cavestany, Osegueda) – 4:54
3. Voracious Souls (Cavestany, Osegueda) – 5:39
4. Kill As One – 5:00
5. The Ultra-Violence (Cavestany, Pepa) (Instrumental) – 10:33
6. Mistress of Pain – 4:04
7. Final Death – 6:04
8. I.P.F.S. – 1:56